# Малая Лютинка (Минская область)
Малая Лютинка (бел. Малая Люцінка; Лютинка) — деревня в Воложинском районе Минской области Белоруссии. В составе Першайского сельсовета. Здесь с 1840 по 1884 жил и работал классик белорусской литературы Викентий Дунин-Марцинкевич (1808—1884). Деревня считается местом, где создавалась национальная белорусская литература.

## История
Деревня Лютинка стоит при дороге Першаи – Падневичи. Здесь в 1840 году у межевого судьи А. Селявы помещик Винцент Марцинкевич приобрёл небольшой фольварк Лютинку. Ему тогда было 32 года. Вскоре это место стало известно многим представителям демократической интеллигенции, в том числе и таким выдающимся деятелям белорусской и польской культуры, как поэт Владислав Сырокомля, композитор Станислав Монюшко, скрипач и композитор Константин Кржижановский…
В своём доме хозяин принимал С. Монюшку, В. Сырокомлю, А. Ельского, М. Ельского и других известных деятелей культуры.
Винцент Дунин-Марцинкевич был натурой разносторонне одарённой, человеком широкой, доброй души, верным другом, и, кроме того, непревзойдённым импровизатором и шутником. Поэтому в его доме всегда было много гостей. Сюда нередко торопились ещё и потому, что было получено приглашение на спектакль театра Дунина-Марцинкевича, на просмотр очередного написанного в стихах сатирического водевиля или на премьеру оперы, автором текстов которых значился сам Винцент Марцинкевич. Исполнителями и музыкантами бывали его дочери Камилла и Цезарина, сын Мирослав, приезжие гости, а временами и дети – ученики частной школки, которую содержали Марцинкевичи. В доме Марцинкевича работала организованная дочерью писателя Камиллой школа. Учеником этой школки был и Антон Левицкий – впоследствии известный писатель, публицист, писавший под псевдонимом Ш. Ядвигин.
Писатель создал здесь свои знаменитые произведения, в том числе «Гапон», «Купала», «Пинская шляхта», два из них — «Лютинка, или шведы в Литве» и «Из-под Ислочи, или Лекарство на сон» — непосредственно повествуют о здешних местах.
Сам песняр в оставленном им литературном наследии только однажды упомянул Лютинку, назвав один из своих исторических рассказов «Люцінка, або Шведы на Літве». Но именно Лютинка, где он прожил 44 года, стала колыбелью его творческих замыслов, местом рождения большинства его произведений. В память об этом в 1986 году здесь была открыта стела с барельефом Дунина-Марцинкевича.
Теперь от былой Лютинки осталось немногое: цементные ступеньки, что некогда спускались вниз от крыльца усадьбы, да прикрытый землёй фундамент дома писателя. Вскоре после его смерти дом этот («дамок мой любы», как именовал его сам хозяин) сгорел. Зато есть тут ещё один своеобразный «памятник» - лысый пень от старой липы, «уласнаю пасаджаны рукою». По преданию, под этой липой была создана вскоре после «мятежа» 1863 года «Пінская шляхта» - вершина белорусской драматургии XIX века.
Место дома писателя увековечено.
Дунин-Марцинкевич скончался в Лютинке 29 декабря 1884 года на 77-м году жизни.
Похоронили Дунина-Марцинкевича в 1884 году неподалёку от Лютинки на кладбище в деревне Тупальщина. Ныне это кладбище похоже на парк. На взгорке стоит сложенная из бутового камня каплица-усыпальница – в ней отпевали «дудара беларускага». Рядом с могилой Дунина-Марцинкевича, на которой установлен его бронзовый бюст, находятся захоронения его второй жены Марии Павловны, урождённой Грушевской, и младшей дочери Цезарины. 

## Культура
- Дом культуры

## События и мероприятия
В деревне ежегодно проходит праздник памяти Дунина-Марцинкевича.

## Достопримечательность
- Здесь с 1840 по 1884 год жил белорусский писатель, драматург, театральный деятель В. Дунин-Марцинкевич, на месте дома установлен памятник с барельефом.

#### Утраченное наследие
- Усадьба белорусского писателя В. Дунина-Марцинкевича, где первым профессиональным театром ставились белорусские пьесы.